# Oskarżenia o mord rytualny wobec Żydów w Polsce

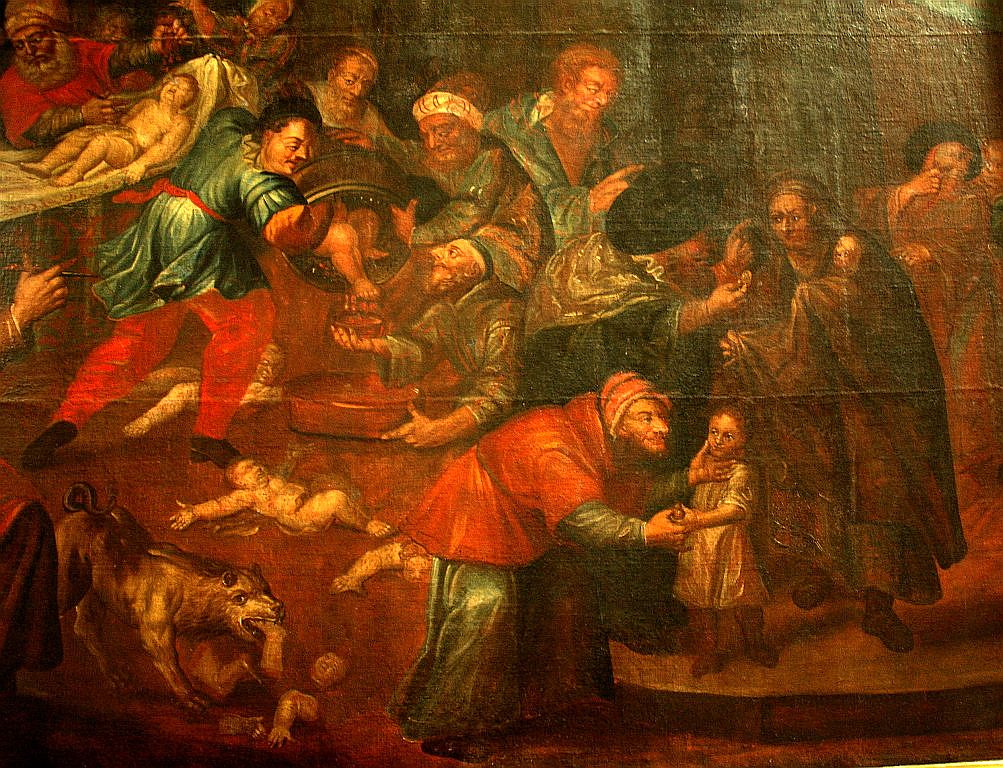
Obraz „Mord rytualny” przedstawiający rzekomy mord rytualny popełniany przez Żydów na chrześcijańskich dzieciach. Obraz autorstwa Karola de Prevot (I poł. XVIII wiek), katedra w Sandomierzu.

Oskarżenia o mord rytualny wobec Żydów w Polsce – oparte na fałszywym przekonaniu zarzuty jakoby wyznawcy judaizmu potrzebowali krwi chrześcijańskiej dla celów rytualnych i w celu jej pozyskania co jakiś czas zabijali dziecko.
Posądzenia o zbrodnie pod adresem Żydów miały miejsce w Europie od XII wieku, ale pierwsze oskarżenie o popełnienie przez Żydów mordu rytualnego w Polsce pochodzi z 1407. Jego obiektem byli krakowscy Żydzi. W dawnej Rzeczypospolitej takie zarzuty rozpowszechniły się w połowie XVI wieku (1547 – Rawa Mazowiecka, 1569 – Łęczyca). Liczba oskarżeń zwiększyła się na przełomie XVI i XVII wieku, wraz z umacnianiem się ruchów kontrreformacyjnych. Kolejne kryzysy polityczne i coraz gorsza sytuacja gospodarcza państwa wpłynęła na ich ponawianie w II połowie XVII i I połowie XVIII wieku (m.in. 1710 – Sandomierz, 1736 – Poznań). Pojedyncze oskarżenia pojawiały się także w XIX, a nawet w XX wieku (1900 – Chojnice). W 1945 pogrom w Krakowie, a w 1946 w Kielcach rozpoczęły się od fałszywych oskarżeń ocalałych z holocaustu Żydów o popełnienie mordu rytualnego.
Historyk Jacek Wijaczka, specjalizujący się w tej tematyce, podaje, że w Koronie w XVI–XVIII wieku miało miejsce 89 przypadków oskarżeń i procesów o popełnienie przez Żydów mordów rytualnych (17 w XVI w., 37 w XVII w. oraz 35 w XVIII w.). Inną liczbę podaje Bernard Weinryb. Według niego w tym okresie miało miejsce 59 procesów (12 w XVI w., 26 w XVII w. i 21 w XVIII w.) . Według żyjącego na przełomie XVII i XVIII w. Stefana Żuchowskiego w latach 1347–1710 Żydzi w Polsce mieli popełnić 68 mordów rytualnych.
Według Janusza Tazbira w wyniku posądzeń i procesów o popełnienie mordów rytualnych stracono w Polsce 200–300 Żydów.

## Cechy szczególne
Według Hanny Węgrzynek, rzekome mordy rytualne (hebr. alilat dam, jid. aliles-dam, dosł. „oszczerstwo krwi”) rozumiano jako zbrodnie popełnione przez wyznawców judaizmu na dzieciach chrześcijańskich. Ich przyczynę upatrywano w nakazach religijnych zawartych w Talmudzie. Oskarżenia o popełnianie morderstw rytualnych były wiązane z trzema zasadniczymi zarzutami: 1) zbrodnia miała być popełniona w celu powtórzenia Pasji Chrystusa (odtwarzano jego męczeństwo, niekiedy wraz z ukrzyżowaniem); 2) mordercy pragnęli uzyskać krew chrześcijańską potrzebną do celów medycznych (m.in. do leczenia ran po obrzezaniu, neutralizacji odoru wydzielanego od urodzenia przez Żydów) i rytualnych (niezbędna do wypieku spożywanej w czasie święta Paschy macy); 3) morderstwo było połączone z kanibalizmem, spożywaniem niektórych części ciała, najczęściej serca i genitaliów (co miało oddziaływać jako środek leczniczy oraz magiczny).
Pierwsze doniesienie o oskarżeniu Żydów o mord rytualny mówiło o wydarzeniu z 1407, ale podobne posądzenia musiały mieć miejsce także wcześniej – w tekście statutu kaliskiego, nadanego starozakonnym przez księcia Bolesława Pobożnego w 1264 znajduje się m.in. następujący zakaz: Nie wolno żydów oskarżać o używanie krwi chrześcijańskiej.

## XV wiek
W 1407, gdy wiślicki kanonik ks. Budek ogłosił z krakowskiej ambony, że Żydzi zabili chrześcijańskiego chłopca i obrzucili kamieniami księdza idącego z ostatnim namaszczeniem do chorego, mieszczanie urządzili tumult, w wyniku którego zginęło wielu Żydów. Starozakonnych w obronę wzięli starosta krakowski Klemens z Moskorzowa i burgrabia krakowski Świętosław Litwos, ale nie przyniosło to zamierzonego efektu – część Żydów schroniła się przed prześladowaniami w wieży kościoła św. Anny, ale tę napastnicy podpalili. Część z Żydów została zmuszona do przyjęcia chrztu. Całą sprawę opisał Jan Długosz, który podawał, że 

Ogromne bogactwa w postaci kosztowności i ruchomości, znalezione w domach żydowskich uległy rozgrabieniu. Wzbogaciło się nimi wielu chrześcijan, powiększył się znacznie ich stan posiadania. A kiedy bunt ucichł, w domach żydowskich znajdowano wiele skarbów ukrywanych w piasku albo w dołach kloacznych.

 Z inicjatywy króla Władysława Jagiełły doszło do procesu, w którym oskarżeni zostali krakowscy mieszczanie. Trwał on jeszcze w 1409, jednak jego wynik pozostaje nieznany.

Jak pisze Jacek Wijaczka: 

Oskarżenie o zamordowanie dziecka chrześcijańskiego legło u podłoża, wspomnianego wyżej, pogromu żydowskiego w Krakowie w 1407. W znacznym stopniu do rozpowszechnienia tych pogłosek przyczyniło się duchowieństwo, z wędrownymi kaznodziejami na czele. Wśród tych ostatnich szczególną rolę odegrał Jan Kapistran, który swoimi kazaniami przyczynił się do wybuchu pogromów antyżydowskich w Niemczech, Czechach i na Śląsku, a który w 1454 przebywał w Krakowie.

## XVI wiek

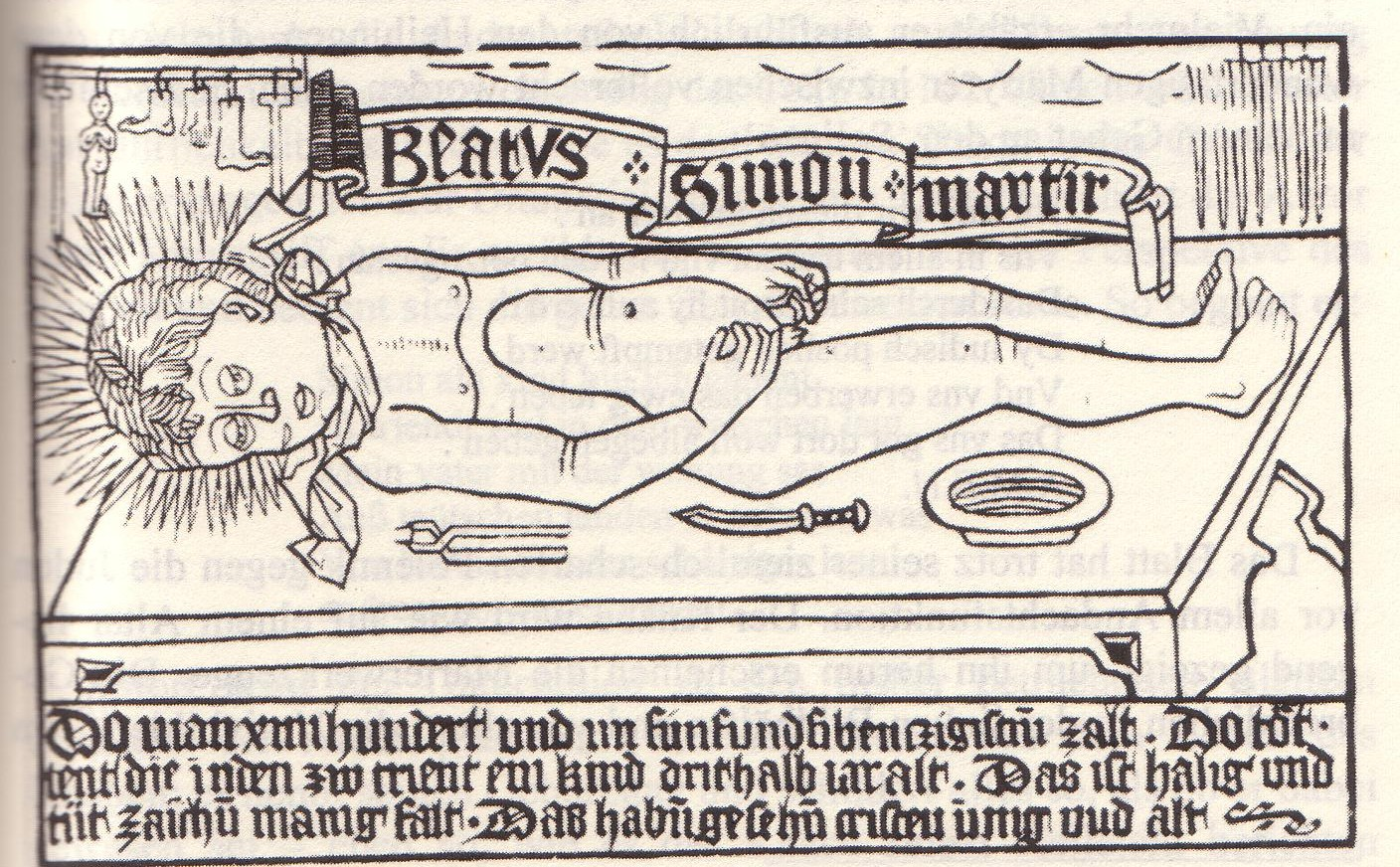
Duży wpływ na rozprzestrzenianie się wiary w rzekome żydowskie mordy rytualne miała historia Szymona z Trydentu (rycina z Norymbergi, 1479)

Jak wskazuje Hanna Węgrzynek, duży wpływ na rozpowszechnienie się wśród chrześcijan w Polsce wiary w mordy rytualne popełniane przez Żydów odegrała popularyzacja wśród nich legendy o Szymonie z Trydentu. Pod koniec XVI wieku wspominał o niej m.in. Piotr Skarga w napisanych przez siebie Żywotach świętych (pierwsze wydanie w 1579, do połowy XVII w. książka miała aż dziesięć wznowień).
W 1531 król Zygmunt I Stary zabronił oskarżać Żydów zamieszkujących Wielkopolskę o morderstwa rytualne i znieważanie chrześcijaństwa. Dziewięć lat później papież Paweł III wydał bullę protekcyjną dla Żydów z Węgier, Czech i Polski, zwracając się do przeorów wszystkich zakonów, podkreślił bezzasadność oskarżeń o popełnienie mordu rytualnego, nakazywał jednocześnie zapewnienie starozakonnym ochrony. Jednocześnie monarcha polecił kierowanie ewentualnych spraw o popełnienie mordów rytualnych do sądów wyższych. Po procesie w Sochaczewie w 1556 zadecydowano, że będą one odbywać się tylko przed sądem sejmowym, w obecności króla.
W 1547 w Rawie Mazowieckiej dwóch Żydów, Abrahama i Mojżesza oskarżono o porwanie, torturowanie i zamordowanie syna tamtejszego krawca. Starosta rawski Jan z Trzciana otrzymał polecenie wyjaśnienia sprawy, wydane przez króla Zygmunta Starego, który do pomocy przydzielił mu także Jana z Radziejowic, chorążego rawskiego. Nie wiadomo, jakim wynikiem zakończyło się dochodzenie, ale w źródłach można odnaleźć zapis, że obu Żydów spalono żywcem, a resztę ludności starozakonnej wygnano z miasta.
W 1547 o popełnienie mordu rytualnego oskarżono Żydów z Kłodawy. Według oskarżycieli, mieli oni zamordować 6-letniego Donata i 7-letnią Dorotę. Z 1556 pochodzą oskarżenia wobec Żydów zamieszkujących Płock i Sochaczew. Trzy lata później o popełnienie mordu rytualnego posądzono starozakonnych z Kcyni. Zamieszkom zapobiegło sporządzenie przez króla listu ochronnego, w którym odrzucał on oskarżenia pod adresem kcyńskich Żydów.
Kolejne oskarżenia o popełnienie przez Żydów mordu rytualnego i związane z tym procesy miały miejsce w Bielsku (1564), Rososzu (1566) i Łęczycy (1569). W 1564, król Zygmunt August, odpowiadając na wniosek Żydów z Narwy, wprowadził wymóg, aby w razie posądzenia o dokonanie mordu rytualnego, oskarżyciel dysponował zeznaniami co najmniej czterech świadków chrześcijańskich i trzech żydowskich. W przeciwnym razie mógł zostać skazany na śmierć. Monarcha zadecydował także, że sprawy takie powinien rozpatrywać sam król, w obecności rady królewskiej podczas sejmów walnych.

### 1598 – Świniary

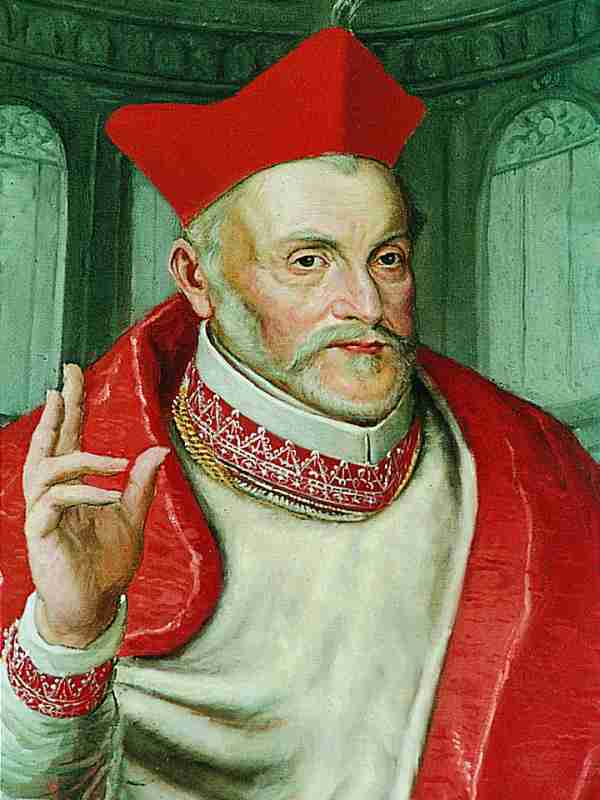
Biskup łucki Bernard Maciejowski podjął próbę stworzenia kultu dziecka zamordowanego rzekomo przez Żydów w Świniarach w 1598

W marcu 1598 Żydzi zamieszkujący wieś Świniary, położoną niedaleko miejscowości Łosice, zostali oskarżeni o popełnienie mordu rytualnego. Ofiarą miało być dziecko miejscowego chłopa, niejakiego Wojciecha Petreni. Przed trybunałem koronnym w Lublinie stanęło trzech Żydów, którzy rzekomo dopuścili się zbrodni: Gromek (Aaron), Izaak (Hajczyk) oraz Marek. Podczas przesłuchań Żyd o imieniu Joachim zeznał, że: 

jest że ten obyczaj żydowski, aby uboższe Żydy do bogatszych, dla pożywienia rozsyłali, byłem posłany do tego Marka [główny oskarżony w tym procesie], do Woźnik, i mając tam wszelaki czas, miałem też i to rozkazanie od Marka abym wchodził do komory i brał sobie jeść co było potrzeba. Szedłem w Czwartek przed Wielkanocą Żydowską, do komory, wziąć sobie chleba, widziałem w tej komorze garnek nowy czerwony, rantuchem białym przykryty, pod łóżkiem, na którym dzieci żydowskie sypiały, i mniemając że miód chciałem go sobie wziąć do chleba i gdym go wziął palcem, obaczyłem że nie miód, ale coś inszego czerwonego. Potym wyszedłszy z komory do izby, zastałem tylko samą Markową Żydówkę Gospodynią, i pytałem jej, co by to było w tym garnku nowym pod łóżkiem? Ona odpowiedział, że krew dziecięcia chrześcijańskiego; ale tego nikomu nie powiadaj. A potym już tego garka nigdy nie widział na tym miejscu...

 Stwierdził także, że inni Żydzi opowiadali mu, iż 

chrześcijańskiej krwie Żydowie na Wielkanoc swą używają ale do czego to czynią, tego nie wiem.

 Oskarżonych poddano torturom, podczas których wydobyto z nich zeznania potwierdzające akt oskarżenia. Jak pisał w swojej późniejszej pracy Stefan Żuchowski, Izaak zeznał, że: 

to dziecię Gromek Aaron wziął i do piwnice wsadził. Zeznał i to że Moszko i Zelman z Międzyrzecza przyjechali, kiedy już dziecię pojmano. Nastaska chodziła tam kiedy to dziecię tęskniło, cieszyć je. Potym Moszko z Zelmanem, wziąwszy dziecię przed komorę je przynieśli. Izaak ten co poszedł za niemi wziął noża tego co bydlęta rzeżą. Dziecię rzezali tym sposobem: Mojżesz rzezał a raczej kół około piersi i z Zelmanem , a on, to jest Izaak, rękę rzezał, po tym krew wytoczyli w garnek. Wzięli jej z sobą wielką część do Międzyrzecza, ostatek trochę Izaakowi, a on powiedział, że żona jego to w ciasto przaśne wlała.

 11 lipca 1598 wydano wyrok, w którym oskarżonych uznano za winnych i skazano na karę śmierci poprzez poćwiartowanie. Niedługo potem biskup łucki Bernard Maciejowski podjął działania mające na celu wykształcenie lokalnego kultu rzekomo zamordowanego przez Żydów dziecka, a w dalszej kolejności jego kanonizację. Ciało chłopca na polecenie dostojnika pochowano w Litewnikach. Później, gdy Maciejowski został biskupem krakowskim, szczątki dziecka przeniesiono do kościoła jezuickiego w Lublinie.

## XVII wiek
Na początku XVII wieku pojawiło się wiele dzieł literackich, które podtrzymywały przekonanie chrześcijan o popełnianiu przez Żydów mordów rytualnych w celu pozyskania krwi. W 1600 w Worku Judaszów Sebastian Klonowic pisał o Żydach: 

Którzy toczą i cedzą chłopiątek niewinnych
Z żyłek, z serca żywą krew z członeczków dziecinnych.
Odprawują Wielkanoc juchą naszych dziatek,
Które jeszcze do bacznych nie przychodzą latek.

 Podobne posądzenia znalazły się w zielniku Szymona Syreniusza z 1613. Pięć lat później król Zygmunt III Waza zabronił drukowania i rozpowszechniania książki astronoma Sebastiana Miczyńskiego pt. Zwierciadło Korony Polskiej. Monarcha obawiał się, że zawarte w pracy oskarżenia pod adresem Żydów doprowadzą do tumultów i niepokojów. Pomimo tego, książkę i tak wydano.
W 1623 w Husiatynie trzej żydowscy arendarze: Nisan, Samcha i Marek zostali bezprawnie uwięzieni przez właścicielkę miasta, Elżbietę Kalinowską, pod zarzutem popełnienia mordu rytualnego. Szlachcianka sama osądziła Żydów i poddała ich torturom. Trzech oskarżonych spalono na stosie.
W 1633 król Władysław IV Waza zadecydował, iż jeśli pod adresem Żyda pada oskarżenie o popełnienie mordu rytualnego lub zbezczeszczenie hostii, wówczas ma on zostać uwięziony przez magistrat i przekazany staroście. Proces miał natomiast toczyć się przed specjalnym sądem komisarskim, w skład którego wchodzili sędziowie sądu grodzkiego i królewski komisarz. Praktyka jednak rozminęła się z tymi uregulowaniami. Procesy o popełnienie rzekomych mordów rytualnych toczyły się przed Trybunałem Koronnym, sądami asesorskimi, grodzkimi, miejskimi i dominialnymi.
W 1636 dwóch lubelskich Żydów, o nazwiskach Bieniasz i Lachman, zostało posądzonych o zamordowanie syna tamtejszej rzeźniczki, Macieja. Poddano ich torturom, ale pomimo tego nie przyznali się do winy i zostali uniewinnieni. W tym samym roku w Lublinie miał miejsce inny proces w sprawie oskarżeń o próbę popełnienia mordu rytualnego. Oskarżonymi byli cyrulik Marek Markowicz (Mordechaj ben Mair), jego dwaj słudzy Lewek i Moszko oraz Niemiec Jan Smyth (luteranin). Zarzucano im, że próbowali podczas operacji członka zakonu karmelitów bosych, Pawła, pozyskać jego krew. Oskarżonych poddano torturom, podczas których zadawano im pytania, czy Żydzi używają krwi dzieci chrześcijańskich w celach rytualnych. Wszyscy zaprzeczyli tym sugestiom. Sąd uznał jednak, że Marek był winny stawianych mu zarzutów i skazał go na karę śmierci poprzez ćwiartowanie.
W 1639 w Łęczycy posądzono włóczęgę Tomasza Kokoszkę o porwanie i sprzedaż chłopca tamtejszym Żydom. W wyniku tortur, uzyskano od niego informacje, że zrobił to także w Kole i Kutnie. Skazano go na karę śmierci przez ćwiartowanie.

### 1698 – Sandomierz

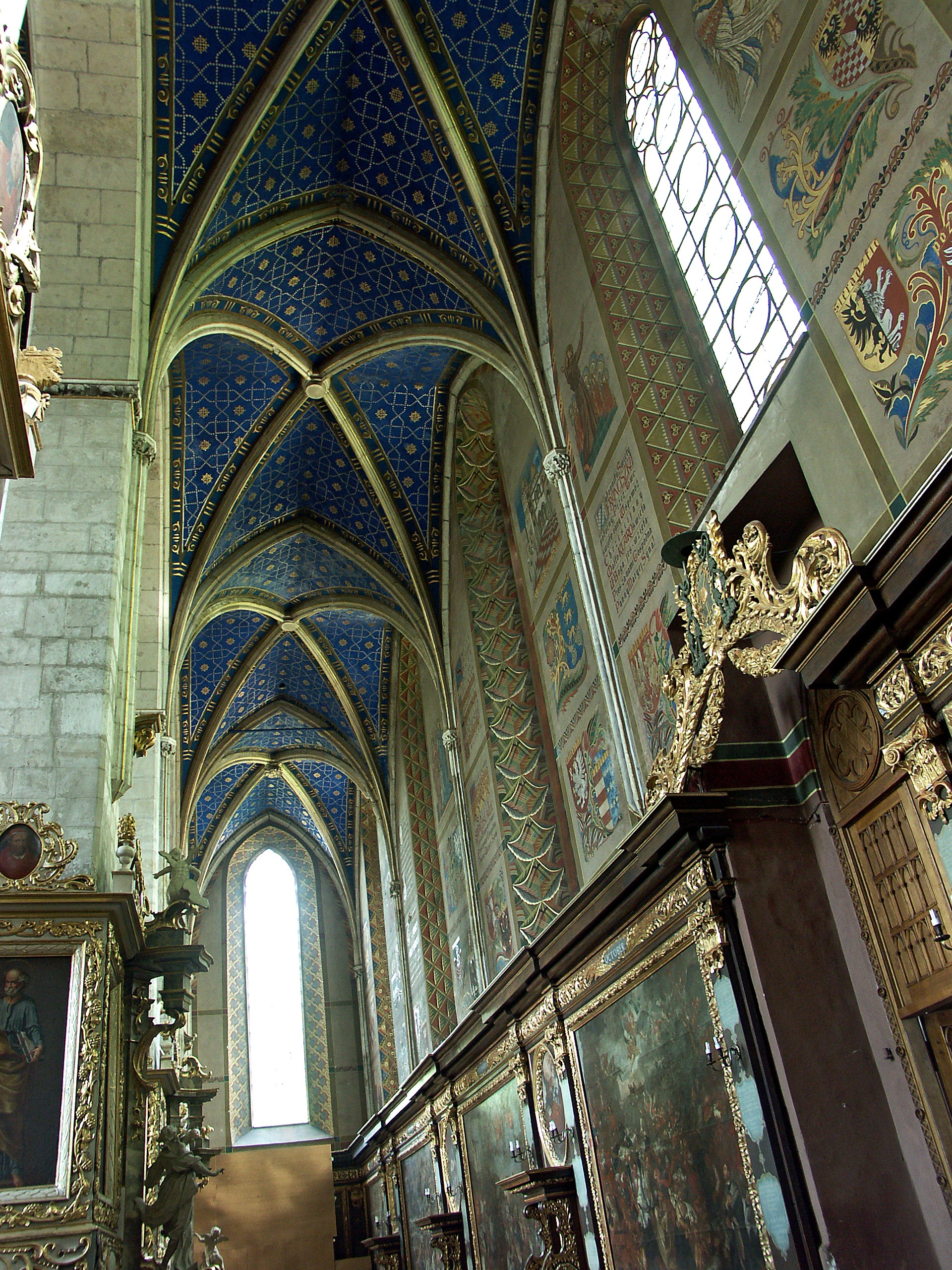
Wewnątrz sandomierskiej bazyliki katedralnej znajduje się XVIII-wieczne malowidło przedstawiające rzekomy mord rytualny

Gdy w kwietniu 1698 w sandomierskiej kaplicy kolegiackiej odnaleziono martwą dziewczynkę – Małgorzatę Mroczkowicową, początkowo ustalono, iż przyczyny jej śmierci były naturalne. Jej matkę, Katarzynę ukarano nawet za niepochowanie córki. Wyroku nie zatwierdził jednak biskup krakowski, a 18 kwietnia Katarzyna zeznała, że Żyd Aleksander Berek spuścił krew z martwego już dziecka. Pomimo późniejszego odwołania tych twierdzeń (na skutek konfrontacji z oskarżanym), starozakonny stanął ostatecznie przed sądem miejskim. Dalszy tok wypadków opisywał Stefan Żuchowski w następujący sposób: 

Nad to rozkaże przynieść z Kościoła dziecinę / Aby widzieć zabójstwa znaki, oraz minę / Jaką na ten czas będzie na sobie wyrażał / Czy ze strachu struchleje? czy będzie odgrażał? / Boć to jest na złoczyńców próba pospolita. / Z twarzy czasem co wewnątrz dzieje się wyczyta / Ledwie co z trumny wieka pachołek usunie / W oczach sądu, pospólstwa, w oczach Żyda lunie / Krew się z porżniętych razów: ledwie nie przemówią / Rany wszystkie, kiedy się tak krwią osurowią / Jakby świeżo zadane, płynie aż krew z trumny / Wszyscy wstaną, na taki casus niefortunny / Patrzaią, żałują się, mówią że do Boga, / Krew ta o pomstę woła, i to męką srogą / Drugi raz już wytryska, na on czas w Kościele / Teraz znowu powtórnie, choć siódmej Niedziele / Po zabiciu dziecka. Potym skąd się brała Krew jeszcze? Kiedy wszystkie wygnieciono z ciała, / I z żyłek pryncypalnych, jak kiedy truciznę / Czuje drogi Achates, gęstym surowiznę / Obmywa z siebie zaraz potem i wydaje / Co przeciwna zaraza na niego powstaje. / Tak i ta droga perła, krwawe toczy znoje. / Gdy blisko niego stoją, ludzie winnych dwoje. / Z dawnego doświadczenia te powieści słyną / Że przy zabójcach rany zabitych krwią płyną.

 Te rzekome znaki doprowadziły do postawienia zarzutu Berkowi zamordowania dziecka w celu pozyskania jego krwi. 29 lipca Mroczkowicowa po raz kolejny zmieniła swe zeznania, twierdząc iż przekazała Żydowi i jego żonie dziecko żywe, które ci następnie zabili. Berek pomimo tortur nie przyznał się do winy. Pomimo tego zarówno on, jak i matka rzekomo zamordowanego dziecka, zostali skazani na śmierć.

## XVIII wiek
W 1710 Żydzi sandomierscy zostali oskarżeni o zamordowanie w celach rytualnych dziecka Jerzego Krasnowskiego. Podejrzewano przede wszystkim rabina Jakuba Herca. Proces posądzonego trwał 3 lata – w jego czasie syn oskarżonego Abramek przeszedł na katolicyzm i złożył zeznania obciążające Herca. Stopniowo zwiększała się liczba oskarżonych, których ostatecznie w 1713 roku skazano na karę śmierci. Podczas procesu bardzo aktywny był Stefan Żuchowski, który m.in. polecił malarzowi Karolowi de Prevot wykonać obrazy przedstawiające rzekomy mord rytualny, które do dziś wiszą w sandomierskiej katedrze. W 1712 August II Mocny wydał dokument, którym wygnał Żydów z Sandomierza.
W 1736 o popełnienie mordu rytualnego zostali posądzeni starozakonni z Poznania. Tym razem mieli oni zamordować syna tamtejszego mieszczanina o imionach Maciej Kazimierz. Gdy odnaleziono ciało dziecka, o sprzedanie Żydom chłopca oskarżono Helenę Sowińską oraz Jaśka Parchatego i Agnieszkę Kubarkę. Po przesłuchaniu tych osób, w kręgu podejrzeń znaleźli się m.in. rabin i lekarz Wolf Winkler. Ostateczny wyrok został wydany 5 sierpnia 1740 przez króla Augusta III Sasa:

Król nakazywał m.in. magistratowi, aby w podobnych przypadkach przestrzegał prawa, a tortury stosował w umiarkowany sposób. Zabronił Żydom utrzymywania jakichkolwiek kontaktów z chrześcijańskimi dziećmi. Natomiast główną sprawczynię całego zajścia Helenę Sowińską skazał na dwa lata więzienia.

W 1738 Żydów oskarżono o popełnienie mordu rytualnego także w Gnieźnie w 1738.
Ofiarą rzekomego mordu rytualnego nie zawsze miały padać dzieci. W 1747 w Zasławiu Żydów posądzono o zamordowanie w karczmie Antoniego – dorosłego chrześcijanina. W wyniku procesu, jaki miał miejsce na zamku kamienieckim, starozakonnych uznano za winnych – skazano ich na śmierć poprzez wbicie na pal, obcięcie rąk i nóg, darcie pasów oraz ćwiartowanie
W 1753 koadiutor kijowski Kajetan Ignacy Sołtyk wszczął proces w Żytomierzu przeciw 33 Żydom o rzekomy mord rytualny dziecka chrześcijańskiego. Oskarżeni byli torturowani a 13 z nich skazano na męki i śmierć.
W 1756 w Jampolu oskarżono 15 Żydów o dokonanie morderstwa w celach rytualnych. Śledztwo przeprowadzone przez kasztelana wileńskiego Michała Kazimierza Radziwiłła wykazało jednak, iż ciało odnalezione na brzegu rzeki zostało okaleczone dopiero po śmierci denata. Żydów uniewinniono, ale na rozkaz biskupa łuckiego Franciszka Antoniego Kobielskiego proces został ponownie rozpoczęty. Starozakonnych zmuszono przy pomocy tortur do złożenia obciążających zeznań. W 1758 jeden z oskarżonych, Jakub Selek (Zelek), któremu udało się uciec, został wysłany przez Sejm Czterech Ziem do Watykanu. Tam przekazał kardynałowi Lorenzo Ganaganelliemu petycję polskich Żydów, którzy domagali się ochrony od papieża. W wyniku tej misji papież Benedykt XIV, a później także Klemens XIV potępili posądzenia o mordy rytualne i procesy będące ich następstwem.
W 1757 o zamordowanie 15-letniego Bartłomieja Kubackiego z Miechocina posądzono Berka, arendarza tamtejszego browaru, a także kilku innych Żydów. Główny oskarżony, mając nadzieję na uniknięcie śmierci, zgodził się przyjąć chrzest, co jednak nie uchroniło go przed egzekucją. Podobnie uczynił inny Żyd, Pinches. Obaj zostali ścięci i pochowani w kościele w Dzikowie. Dwaj inni oskarżeni starozakonni, Josek i Lejbus, którzy odmówili przyjęcia chrześcijaństwa, zostali skazani na śmierć na stosie. Jak się później okazało, rzekomo zamordowany Bartłomiej Kubacki żył jeszcze w 1774 r.
W 1758 ukazała się praca pt. Złość żydowska Przeciwko Bogu y blizniemu Prawdzie y Sumnieniu, Na obiaśnienie Talmudystow: Na dowód ich zaślepienia, y Religii dalekiey od prawa Boskiego przez Moyżesza danego : Rozdzielona Na Trzy Częsci autorstwa księdza Gaudentego Pikulskiego, w której autor podawał, iż Żydzi z Litwy potrzebują rocznie 30 garncy krwi, a ich pobratymcy z Korony – o wiele więcej.
W 1759, we Lwowie, podczas dysputy religijnej pomiędzy Żydami a frankistami, ci ostatni w punkcie ostatnim oskarżyli wyznawców judaizmu o używanie krwi chrześcijańskiej w celach rytualnych (co miał być rzekomo zapisane w Talmudzie). Zwolennicy Jakuba Franka twierdzili m.in., że Talmud uczy krwi chrześcijańskiej potrzebować i który wierzy w Talmud powinien jej żądać.

W marcu 1774 w mazowieckiej wsi Grabie, po zaginięciu 3-letniej Marianny (córki Mateusza i Marianny Norków), o jej zabicie posądzono tamtejszego arendarza karczmy Jakuba Nordkowicza i jego żonę. Głównym oskarżycielem był wuj dziewczynki, bednarz Jędrzej Tryndoch, którego zdaniem Żydzi zamordowali dziecko, aby dodać krwi chrześcijańskiej do macy przygotowywanej z okazji święta Paschy. Dzieci żydowskiej pary wychłostano, w wyniku czego pozyskano informacje, iż dziewczynkę uwięziła żona arendarza. Aresztowano 13 Żydów, których następnie zawieziono do Warszawy na proces. Oskarżyciel twierdził, iż obdukcja ciała wykazała, że: 

dziecię całe skłute, oko lewe z miejsca swego wyjęte, za uszami dziury wydrążone mające, ręce i nogi na krzyż rozpięte, szóstego dnia to jest nazajutrz po świętach żydowskich na rozdrożu znalezione, reprezentowało skutki katuszy swojej, które mordercy żyjącemu zadali, a po wyciśnieniu krwie i duszy jak w nerwach zastygłe zostało, tak martwe wprawdzie, ale żywe morderstwa zostawiło świadki na krzyż ręce i nogi prezentując wyraz chrześcijańskiej ofiary.

 Jednak wkrótce okazało się, że lekarze, którzy przebadali ciało Marianny 10 kwietnia stwierdzili, że 

to dziecię żadnej rany na całym ciele ani szpilką ani przed ani po śmierci nie miało zadanej.

 Ponadto obrońca zwrócił uwagę na fakt, iż dziewczynka zaginęła po dacie żydowskiego święta, Żydzi mają zakaz spożywania krwi, a tak papieże, jak i polscy królowie potępiali oskarżenia o mord rytualny wobec starozakonnych. 20 czerwca 1775 sąd uznał te racje i uniewinnił wszystkich oskarżonych.
W 1779 w Izbicy dwie chłopki oskarżono o to, że porwały dziewczynkę i sprzedały je za 15 czerwonych złotych tamtejszym Żydom. Skazano je na śmierć i ścięto.

Po raz ostatni proces pod zarzutem popełnienia mordu rytualnego odbył się w Olkuszu w 1787. 

W Wielki Czwartek jeden z Żydów spotkał na rynku olkuskim dziewczynkę, którą poprosił o zaniesienie listu do jednego ze starozakonnych w Bolesławiu. W lesie zastąpił jej drogę młody Żyd, który przewróciwszy ją na ziemię zaczął podrzynać jej gardło nożem. Spłoszony został przez nadjeżdżającego furmana, który zabrał ją ze sobą i oddał w magistracie znalezione w lesie cynowe naczynie „do zbierania krwi”, nóż i krymkę. Mieszczanie olkuscy pochwycili wchodzącego do miasta krawczyka żydowskiego, który nie miał na głowie krymki. W trakcie przesłuchania zeznał on, że działał na polecenie kahału olkuskiego, w zamian za niemałą sumę 24 dukatów. Szkolnik miał mu dać naczynie na krew, a rzeźnik – nóż koszerny. Wymienieni przez Krawczyka w trakcie tortur Żydzi zostali aresztowani, ale nie przyznali się do winy. Krawczyk odwołał swoje wcześniejsze zeznania, twierdząc, że zostały one na nim wymuszone.

 Głównego oskarżonego skazano na śmierć, ale na skutek interwencji króla Stanisława Augusta Poniatowskiego, starsi kahalni oskarżeni o zlecenie zamordowanie dziewczyny, zostali uniewinnieni.

## XIX i XX wiek

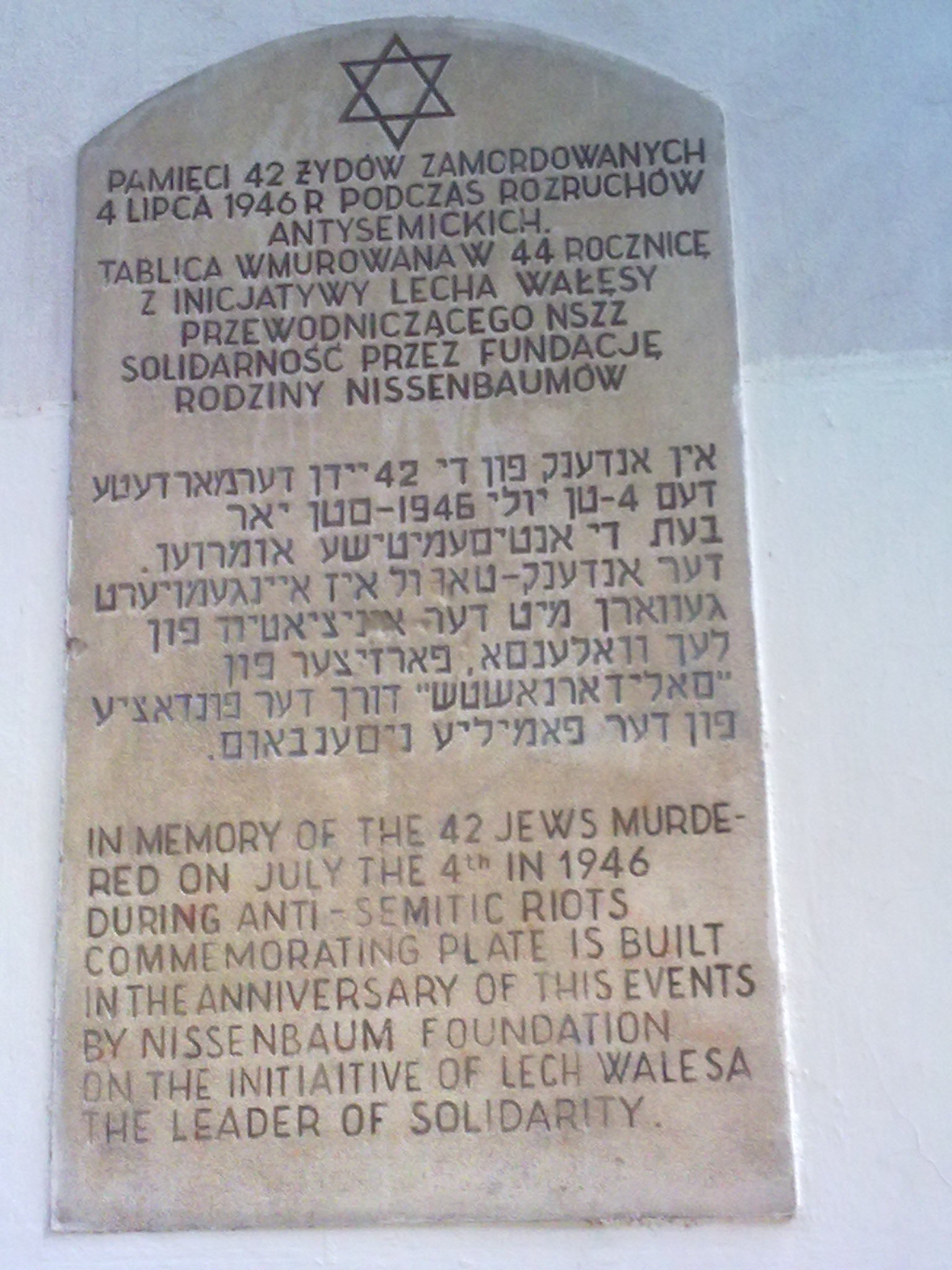
Tablica pamiątkowa na ścianie kamienicy w Kielcach przy ul. Planty 7, miejsca pogromu zapoczątkowanego plotką o porwaniu chłopca w celu popełnienia na nim mordu rytualnego

Gdy w połowie marca 1900 w Chojnicach (leżących wówczas w Cesarstwie Niemieckim), odnaleziono poćwiartowane ciało zaginionego dwa tygodnie wcześniej 18-letniego gimnazjalisty Ernsta Wintera, szybko pojawiły się domysły, iż zamordowali go Żydzi, aby pozyskać krew dodawaną rzekomo do macy. Doszło do antyżydowskich zamieszek, m.in. próbowano podpalić synagogę. Sytuację spacyfikowało wojsko przysłane przez cesarza Wilhelma II. Za ujawnienie sprawcy mordu ustanowiono nagrodę 20 tys. marek, co sprawiło, że pojawiły się osoby wskazujące na tamtejszych Żydów jako morderców. Sprawy ostatecznie nie wyjaśniono, ale policyjne śledztwo wykluczyło sprawstwo chojnickich Żydów.
Na początku XX wieku proces Menachema Mendla Bejlisa wywoływał duże zainteresowanie nie tylko rosyjskiej opinii publicznej. Sytuacja w Imperium Rosyjskim miała duży wpływ na nastroje w Królestwie Polskim, w związku z czym w tym okresie doszło do kilku procesów sądowych spowodowanych oskarżeniami o popełnienie przez Żydów mordów rytualnych. Przyczyniło się to do radykalizacji politycznej osób narodowości żydowskiej i wzrostu popularności ruchu syjonistycznego, postulującego ich emigrację do Palestyny.
W okresie międzywojennym wiara w mordy rytualne popełniane przez Żydów podsycana była przez wydawaną wówczas antysemicką literaturę.
W 1919 pogłoska o popełnieniu przez Żydów mordu rytualnego zapoczątkowała rozruchy w Strzyżowie. Dochodzenie wyjaśniło, że niezrównoważona psychicznie dziewczyna, która miała paść ofiarą morderstwa, obawiała się powiedzieć rodzicom, gdzie spędziła noc.
W 1926 plotka o rzekomym mordzie wywołała napaści na Żydów w Dobrzyniu i Golubiu. W tym samym roku policja Wolnego Miasta Gdańska przeszukała budynek tamtejszej gminy żydowskiej, zaalarmowana donosem, iż starozakonni używają tam krwi dziecięcej w swych obrzędach religijnych. Zamieszki antyżydowskie spowodowała także plotka o usiłowaniu popełnienia mordu rytualnego pod Białymstokiem w 1938. Jak podaje Jerzy Tomaszewski, brało w nich udział 26 członków Stronnictwa Narodowego.
Motyw rzekomego mordu rytualnego pojawia się także po II wojnie światowej, w sprawie zabójstwa 9-letniej Bronisławy Mendoń, której zmasakrowane ciało odnaleziono 11 czerwca 1945 w podziemiach jednej z kamienic w Rzeszowie. W wyniku śledztwa milicyjnego ujawniono dowody wskazujące na to, że morderstwa dokonał jeden z zamieszkujących dom Żydów. Zatrzymano ponad 100 osób tej narodowości, doszło do pobicia kilku z nich, splądrowano także kilka mieszkań żydowskich. W mieście pojawiły się pogłoski o odnalezieniu ciał kilkorga dzieci i mordzie rytualnym. Wkrótce jednak zaaresztowanych Żydów zwolniono. Większość z nich od razu opuściła Rzeszów. Nieco później próbowano ponownie zatrzymać 14 Żydów, jednak udało się to tylko z Jonasem Landesmannem, który i tak ostatecznie został zwolniony. Śledztwo nie zdołało ustalić sprawcy morderstwa. Według Krzysztofa Kaczmarskiego z oddziału IPN w Rzeszowie (autora książki opisującej tę sprawę), dochodzenie zostało celowo wyciszone przez władze komunistyczne.
11 sierpnia 1945 bezpośrednią przyczyną pogromu w Krakowie (zginęła prawdopodobnie jedna osoba) była krążąca po mieście plotka o rzekomym mordowaniu przez Żydów polskich dzieci. Zajścia miały miejsce w kilku miejscach byłej żydowskiej dzielnicy Kazimierz. Splądrowano żydowskie mieszkania i lokale (w tym synagogę Kupa), pobito nieznaną liczbę osób. Niektóre ofiary pobicia były Polakami, omyłkowo wziętymi za Żydów.
Pogrom w Kielcach, który miał miejsce 4 lipca 1946, również został wywołany plotką o uwięzieniu przez Żydów w piwnicy budynku przy ulicy Planty 7 ośmioletniego chłopca, Henryka Błaszczyka, w celu dokonania na nim mordu rytualnego. W pogromie zginęło 36 osób (w tym dwoje Polaków), ponadto 2 osoby zamordowano na ul. Leonarda, a ponad 40 osób było rannych (kilka zmarło w szpitalach w wyniku ran odniesionych podczas pogromu).
Gdy w grudniu 1958 odnaleziono ciało porwanego w styczniu 1957 syna Bolesława Piaseckiego (przedwojennego lidera ONR Falanga, późniejszego szefa PAX-u), Bohdana, jednym z wyjaśnień zbrodni była teoria, iż dokonali tego Żydzi, którzy mieli mścić się za przedwojenną działalność polityka. Sam Piasecki był przekonany, że na jego potomku dokonano mordu rytualnego.

## Wiek XXI
20 maja 2018 roku ks. Tadeusz Guz (teolog, filozof, wykładowca w Instytucie Filozofii KUL) podczas publicznego wykładu w Warszawie powiedział: „My wiemy, kochani państwo, że tych faktów, jakimi były mordy rytualne, nie da się z historii wymazać. [...] w naszych archiwach, w ocalałych dokumentach, [...] mamy prawomocne wyroki po mordach rytualnych”. Wypowiedź sugerowała, że mordy rytualne zdarzały się naprawdę i że są na to dowody w postaci wyroków sądowych (chociaż najczęściej zapadały one w oparciu o zeznania wymuszone torturami lub szantażem).

Pół roku później przeciwko wypowiedzi ks. Guza zaprotestowali współprzewodniczący Polskiej Rady Chrześcijan i Żydów – prof. Stanisław Krajewski i Zbigniew Nosowski (redaktor kwartalnika Więź). Zaapelowali oni do rektora KUL i biskupa lubelskiego o interwencję dyscyplinarną. W odpowiedzi na apel, zarówno rzecznicy kurii jak i uniwersytetu uznali wypowiedź ks. Guza za niedopuszczalną, szkodliwą i nieprawdziwą, szkodzącą uczelni i archidiecezji. Odcięli się od jego wypowiedzi jako jego przełożeni, jednak uznali, że za jego pozauniwersytecką działalność ponosi odpowiedzialność tylko on sam. Pomimo tego rektor KUL skierował sprawę do rzeczniczki dyscyplinarnej uczelni – prof. Anny Haładyj. W lutym 2019 przesłuchała ona ks. Guza, a następnie wydała oświadczenie o umorzeniu postępowania wyjaśniającego w sprawie o uchybienie przez ks. prof. Guza godności i obowiązkom nauczyciela akademickiego. W odpowiedzi na to oświadczenie Polska Rada Chrześcijan i Żydów złożyła zażalenie i wniosek o uchylenie postanowienia. Wskazywała, że nie można mówić o ciągłości systemu prawnego, czyli powoływać się na wyroki w tej sprawie ogłoszone w I Rzeczypospolitej, gdyż w II RP ich nie przejrzano pod kątem prawomocności, a w dawnej Polsce wyroki w sprawie rzekomych mordów rytualnych zapadały nierzadko po torturach oskarżonych. Dodała, że w jej ocenie wypowiedzi ks. Guza nie są opiniami osoby prywatnej, ale wiążą się z jego funkcjami pełnionymi jako wykładowcy wyższej uczelni katolickiej i osoby duchownej. KUL przekazał sprawę do rozpatrzenia przez uczelnianą Komisję Dyscyplinarną ds. Pracowników Akademickich. 4 marca 2021 roku rzeczona komisja w składzie: prof. Agata Mirek, dr Paweł Gondek podtrzymała umorzenie w mocy. 

W swych wykładach w oparciu o materiał źródłowy, z profesjonalną dbałością, przedstawił własną interpretację faktów historycznych. Jego prywatne poglądy mogą być trudne do akceptacji dla środowisk żydowskich, jednak nie były to oszczerstwa czy kłamstwa, lecz wiedza zdobyta w wyniku analiz naukowych w oparciu o dostępne materiały źródłowe [...]. Omawiane zagadnienie stanowi element nierozstrzygniętej ciągle dyskusji naukowej.

Decyzja o umorzeniu postępowania dyscyplinarnego wywołała ostry sprzeciw Stowarzyszenia Żydowski Instytut Historyczny i Muzeum Żydów Polskich POLIN. Dyrektor tej drugiej instytucji w oficjalnym oświadczeniu napisał: „Szanując autonomię uczelni, nie mogę milczeć, gdy w świat idzie przekaz rodem z Protokołów mędrców Syjonu, nazistowskiej czy stalinowskiej propagandy. To wszystko w XXI w., w kraju tak doświadczonym przez historię jak Polska, po prostu nie mieści się w głowie”. Stowarzyszenie ŻIH zaprotestowało nie tylko przeciwko umorzeniu, ale i jego uzasadnieniu, „które w istocie stanowiło potwierdzenie oburzających stwierdzeń ks. Guza”.
7 kwietnia 2021 roku Kolegium Rektorskie KUL wydało oświadczenie, w którym stwierdzało, że: „pomawianie wyznawców judaizmu o czyny mordów rytualnych jest nieusprawiedliwione i nieuczciwe. [...] Nie znajdują one uzasadnienia w faktach historycznych, potwierdzonych badaniami naukowymi. Uniwersytet stoi na stanowisku wyrażanym przez Papieży potępiających zarzuty o mordy rytualne”.